# جين لامونت
جين لامونت (بالإنجليزية: Gene Lamont)‏ هو لاعب كرة قاعدة أمريكي، ولد في 25 ديسمبر 1946 في روكفورد في الولايات المتحدة.

## وصلات خارجية
- جين لامونت على موقعبيزبول رفرنس.كوم (الدوري الرئيسي) (الإنجليزية)
- جين لامونت على موقع إن إن دي بي (الإنجليزية)